# Canuleius brevipes
Canuleius brevipes är en insektsart som beskrevs av Salvador de Toledo Piza Júnior 1936. Canuleius brevipes ingår i släktet Canuleius och familjen Heteronemiidae. Inga underarter finns listade.